# Glinik Mariampolski
Glinik Mariampolski – dawniej (do 1954) samodzielna wieś, obecnie nieformalna dzielnica w północnej części Gorlic.
Wieś znana była już jako Glinik w średniowieczu. Przełomowym momentem w jej historii było otwarcie na jej obszarze rafinerii ropy naftowej (jednej z trzech największych w Galicji) i zakładu narzędziowo-naprawczego przez Kanadyjczyka Williama Garveya i Austriaka Johna Simeona Bergheima. Miejscowość stała się przemysłowym przedmieściem.

Według austriackiego spisu ludności z 1900 w 142 budynkach w Gliniku Maryampolskim na obszarze 274 hektarów mieszkało 966 osób, w większości byli polskojęzycznymi katolikami, ale też 26 było żydami, 7 ewangelikami, 67 posługiwało się językiem niemieckim (w tym jidisz), a 38 innymi językami. Według polskiego spisu z 1921 liczba mieszkańców wynosiła już 1658. W tym roku powstał robotniczy klub sportowy, obecnie Glinik Gorlice. W 1934 powstała gmina Glinik Mariampolski. Włączenie do miasta miało miejsce w 1954 roku.